# Глобален ден на бягането
Глобалният ден на бягането е ден, в който бегачите отпразнуват страстта си към бягането. Провежда се ежегодно в първата сряда на юни. Участниците, които могат да бъдат от всички възрасти професионалисти, любители или начинаещи, се ангажират да участват в някакъв вид бягане, като изпратят имената си на официалния уебсайт. Националният ден на бягането през 2021 г. се проведе на 2 юни.
„Бягане на 1 милион деца“ е младежко подразделение на Глобалния ден на бягането, което има за цел един милион деца по целия свят да бягат в този ден. Организаторите се опитват да вдъхновят децата да възприемат бягането като начин да останат здрави и във форма. През 2016 г. мероприятието събра 672 030 деца от цял свят.

## История
Въпреки че събитието се провежда от 2009 г. в САЩ, официално Глобалния ден на бягането се отбеляза за пръв път на 1 юни 2016 г. Тогава над 2,5 млн. души от 177 държави пробягаха над 14,8 млн. км.
През 2017 г. Международната асоциация на лекоатлетическите федерации (МАЛФ) подкрепи Глобалния ден на бягането, а през 2018 г. Клубът на бегачите от Ню Йорк отпразнува своята 60-та годишнина в деня на празника. На 6 юни 2018 г. МАЛФ организира масово пробягване на 1 миля в 24 града в целия свят под логото „24:1“. Стартът на всяко бягане се даваше от изток на запад, в следния ред: Окланд (Нова Зеландия), Мелбърн (Австралия), Токио (Япония), Пекин (Китай), Банкок (Тайланд), Делхи (Индия), Минск (Беларус), Рамала (Палестина), Адис Абеба (Етиопия), Йоханесбург (Република Южна Африка), Ница (Франция), Берлин (Германия), Лондон (Великобритания), Рабат (Мароко), Абиджан (Кот д’Ивоар), Прая (Португалия), Сао Пауло (Бразилия), Буенос Айрес (Аржентина), Хавана (Куба), Торонто (Канада), Лима (Перу), Мексико сити (Мексико), Лос Анджелис (САЩ) и Ванкувър (Канада).
През 2020 г. празника се проведе само виртуално поради COVID-19. Събитието през 2021 г. ще бъде отново виртуално организирано и от Клубът на бегачите от Ню Йорк с безплатно виртуално състезание по бягане на 1 миля от 1 до 6 юни.
През 2022 г. денят на бягането ще се проведе на 1 юни.

### В България
На 6 юни 2018 г. в чест на Глобалния ден на бягането движението „Рън България“ организира бягане на 1 миля в Борисовата градина в София. В него се включиха деца, семейства, спортни журналисти, треньори, атлети и служители на Българската федерация по лека атлетика (БФЛА).

## Спонсори
Повече от 100 организации подкрепят „Глобален ден на бягането“ и „Бягане на 1 милион деца“, включително Международната асоциация на лекоатлетическите федерации, Клуба на бегачите от Ню Йорк, Трек клуба Атланта, Бостънската атлетическа асоциация, Конкурентната група, Хюстънската маратонска фондация, програмата „Атлетика за по-добър свят“, Световния ден на почистването, Световния маратон Abbott, Running USA, USA Track & Field и др.